# Trần Bá Thiều
Trần Bá Thiều (sinh năm 1955) là một Trung tướng Công an nhân dân Việt Nam đã nghỉ hưu, từng giữ chức Tổng cục trưởng Tổng cục Chính trị Công an nhân dân Việt Nam. Ông từng là đại biểu Quốc hội Việt Nam khóa XII, thuộc đoàn đại biểu Hải Phòng.

## Thân thế và sự nghiệp
Ông sinh ngày 4 tháng 12 năm 1955, nguyên quán tại thôn Bãi Cát xã Dương Quan, huyện Thủy Nguyên, thành phố Hải Phòng.
Ông từng giữ chức vụ Phó Giám đốc, sau là Giám đốc Công an thành phố Hải Phòng
Năm 2010, bổ nhiệm giữ chức Tổng cục trưởng Tổng cục xây dựng lực lượng Công an nhân dân
Tháng 1 năm 2015, bổ nhiệm giữ chức Tổng cục trưởng Tổng cục Chính trị Bộ Công an
Tháng 1 năm 2017, ông nghỉ hưu.
Ngày 29 tháng 6 năm 2018, Trung tướng Trần Bá Thiều được trao quyết định hưởng chế độ hưu trí.

## Lịch sử thụ phong quân hàm
- Thiếu tướng Công an nhân dân Việt Nam (2009)
- Trung tướng Công an nhân dân Việt Nam (2013)

## Khen thưởng
Huy hiệu 40 năm tuổi Đảng (năm 2017).